# Бородински хляб
Бородински хляб е традиционен руски тъмен ръжен хляб, един от най-популярните в Русия и бившите републики на СССР.
В съставът на тестото за неговото приготвяне, освен обикновеното ръжено и пшеничено брашно, кисело тесто (предтесто, квас, стартер), сол, включва ръжен малц, захар, меласа и кориандър. Бородинският хляб е богат на витамини B1 и B2.
Този хляб се отличава от другите със сложната си рецепта, с използването на така наречената „запарка“ – смес от ръжено брашно, малц, млян кориандър и гореща вода. Запарката зрее и престоява не по-малко от 6 часа в топло помещение. Именно тя дарява Бородинския хляб с незабравим леко сладък вкус, сложен, наситен аромат, еластична гъвкавост и ярък шоколадов цвят на меката част.

## Легенда за създаването
Не напълно ясно къде е създаден Бородинският хляб, но съществуват няколко митове за това. Най-вероятният е, че хлябът е замесен за първи път от монахини от женския Спасо-Бородинският манастир, близо до с. Бородино, Московска област, в близост до който е водена Бородинската битка на руската армия срещу император Наполеон Бонапарт, през 1812 година. Хлябът бил приготвен като поменен хляб поръчан от вдовицата на убития генерал Александър Тучков. Твърди се, че в близост до манастира имало собствена пекарна, където за първи път е разработена рецепта за този погребален хляб – черен, с посипани върху му семена от кориандър (символ на шрапнелите от които загинал генерала).